# Iwona Rykowska
Iwona Rykowska – polska chemiczka, dr hab. nauk chemicznych, adiunkt Zakładu Chemii Analitycznej Wydziału Chemii Uniwersytetu im. Adama Mickiewicza w Poznaniu.

## Życiorys
W 1990 uzyskała tytuł magistra, 22 listopada 1996 obroniła pracę doktorską Krzemionka modyfikowana ß-diketonosilanem w kompleksacyjnej chromatografii gazowej, otrzymując doktorat, a 15 czerwca 2012 habilitowała się na podstawie oceny dorobku naukowego i pracy zatytułowanej Modyfikacje krzemionki dla potrzeb kompleksacyjnej chromatografii gazowej i techniki SPE.
Została zatrudniona na stanowisku adiunkta w Zakładzie Chemii Analitycznej na Wydziale Chemii Uniwersytetu im. Adama Mickiewicza w Poznaniu.

## Wybrane publikacje
- 2000: Polyamine Complexes of Copper (II) and Chromium (III) for the Analysis of Nucleophilic Compounds by Complexation Gas Chromatography[1]
- 2004: An influence of -electrons to charge-transfer interactions with packings containing complexes of transition metals chemically bonded to the silica surface[1]
- 2008: Complexes of transition metals bonded to silica via β-diketonate groups – synthesis structure, and catalytic activity[1]
- 2008: Chemically bonded phases for the analysis of trace amounts of organic pollutants[1]
- 2011: Evaluation of titanium content in mucosa covering two-stage intraosseous implants[1]